# Hervé Flandin
Hervé Flandin (* 4. Juni 1965 in Modane, Frankreich) ist ein ehemaliger französischer Biathlet. Er gewann als erster Franzose ein Weltcuprennen im Biathlon.
Hervé Flandin startete als Angestellter des französischen Zolls für den Verein Les Douanes Savoie und begann 1984 mit dem Biathlonsport. Er ist 1,81 m groß und wog zu Wettkampfzeiten 73 kg. Er lebt in Bramans in seiner Heimatregion im Département Savoie, ist verheiratet und betreibt in seiner Freizeit Bergsteigen. Flandin war Ende der 1980er bis in die 1990er Jahre einer der erfolgreichsten Biathleten Frankreichs, gewann allerdings nie einen großen Titel. Der größte Erfolg seiner Karriere war der Gewinn der Bronzemedaille bei den Olympischen Spielen 1994 in Lillehammer mit der französischen Staffel. Als Schlussläufer führte er die Franzosen in der Besetzung Thierry Dusserre, Patrice Bailly-Salins und Lionel Laurent auf Platz drei hinter Deutschland und Russland. Dabei konnte er noch von Platz fünf nach vorne laufen, er überholte den Weißrussen Aljaksandr Papou und profitierte vom Missgeschick der Italiener, deren Schlussläufer Andreas Zingerle dreimal in die Strafrunde musste. Im Einzel platzierte er sich nur auf Rang 44, im Sprint war er trotz einem Schießfehler bester Franzose auf Platz acht. Seine ersten Olympischen Spiele erlebte Flandin 1988, in Calgary belegte er Platz 52 im Sprint, Platz 56 im Einzel und war Zehnter mit der Staffel. Auch bei den Olympischen Spielen in seiner Heimat gehörte Flandin zur französischen Mannschaft, wurde aber nur im Sprint und in der Staffel eingesetzt. Er war Bester seines Teams im Sprint auf Platz zehn, ein Schießfehler im zweiten Anschlag kostete ihn dabei eine Medaille. In der Staffel war er auch dort schon Schlussläufer – außerdem liefen Xavier Blond, Thierry Gerbier, und Christian Dumont – und kam auf Platz sechs ein.
Seit 1986 wurde Flandin im Biathlon-Weltcup eingesetzt und er lief 1987 das erste Mal für sein Team bei Weltmeisterschaften. In Lake Placid wurde er im Einzel 13. und im Sprint 20. Bei den nächsten Weltmeisterschaften 1989 belegt er im Einzel Platz 25 und im Sprint Platz 36. Die für Flandin erfolgreichsten Weltmeisterschaften waren die wegen Wetterkapriolen über mehrere Austragungsorte verteilten Titelkämpfe 1990. Im Einzel in Minsk noch Achter, gewann er mit der Mannschaft (Dumont, Bouthiaux, Flandin, Gerbier) in Oslo seine erste Medaille, eine bronzene. Zwei Tage später beim Sprint über 7,5 km verpasste er den Bronzerang trotz fehlerfreiem Schießen um 16 Sekunden, dieser vierte Rang blieb insgesamt seine beste Platzierung in einem Solorennen bei Weltmeisterschaften. Beim erneut verschobenen Staffelrennen, das letztendlich am 18. März 1990 in Kontiolahti ausgetragen wurde, wurde er an dritter Stelle laufend mit Christian Dumont, Xavier Blond und Thierry Gerbier Vizeweltmeister hinter Überraschungssieger Italien und vor der letztmals antretenden Staffel der DDR. In Lahti 1991 war die französische Staffel in der Besetzung Blond, Marguet, Dumont und Flandin Sechste. Die nächsten Weltmeisterschaften lief Flandin 1995, beim Sieg seines Landsmanns Patrice Bailly-Salins im Einzel belegte er Rang sieben, im Sprint wurde es Rang 16 und in der Staffel gewann er zum Abschluss erneut den Vizeweltmeistertitel, lediglich dreizehn Sekunden lagen die Franzosen gegen Deutschland zurück. Die Staffel lief in der Besetzung Lionel Laurent, Patrice Bailly-Salins, Thierry Dusserre und Hervé Flandin. Seinen letzten Auftritt bei Weltmeisterschaften hatte er 1996 in Ruhpolding, dort platzierte er sich im Sprint als 45. und mit der Staffel (Perrot, Poirée, Dusserre, Flandin) auf Rang fünf.
Hervé Flandin war der erste Franzose, der im Biathlon-Weltcup ein Rennen gewann. Beim Weltcup in Calgary 1991 siegte er über 20 km mit nur einem Schießfehler vor seinem Landsmann Patrice Bailly. Er schaffte bei fünfzehn Einzel- und neun Teamwettbewerben im Weltcup Platzierungen in den Top Ten und stand siebenmal auf dem Podest, davon dreimal bei Einzelrennen. Seine beste Platzierung in der Gesamtwertung des Biathlon-Weltcups war Platz zwölf in der Saison 1993/1994. Insgesamt gewann Flandin elf Titel bei französischen Meisterschaften. 1997 erlitt Flandin eine schwere Verletzung des Thorax, als er aus neun Metern Höhe vom Dach seines Hauses in Bramans fiel. Danach beendete er seine aktive Karriere. Seit einigen Jahren ist er als einer der technischen Delegierten bei der IBU für die regelkonforme Durchführung von Veranstaltungen verantwortlich.

## Biathlon-Weltcup-Platzierungen
Die Tabelle zeigt alle Platzierungen (je nach Austragungsjahr einschließlich Olympische Spiele und Weltmeisterschaften).
- 1.–3. Platz: Anzahl der Podiumsplatzierungen
- Top 10: Anzahl der Platzierungen unter den ersten zehn (einschließlich Podium)
- Punkteränge: Anzahl der Platzierungen innerhalb der Punkteränge (einschließlich Podium und Top 10)
- Starts: Anzahl gelaufener Rennen in der jeweiligen Disziplin

| Platzierung                                             | Einzel | Sprint | Verfolgung | Massenstart | Team | Staffel | Gesamt |
| ------------------------------------------------------- | ------ | ------ | ---------- | ----------- | ---- | ------- | ------ |
| 1. Platz                                                | 1      |        |            |             |      |         | 1      |
| 2. Platz                                                | 1      |        |            |             |      | 2       | 3      |
| 3. Platz                                                | 1      |        |            |             | 1    | 1       | 3      |
| Top 10                                                  | 8      | 7      |            |             | 1    | 8       | 24     |
| Punkteränge                                             | 27     | 18     |            |             | 1    | 9       | 55     |
| Starts                                                  | 44     | 47     | 1          |             | 1    | 9       | 102    |
| Stand: nach Karriereende, Daten teilweise unvollständig |        |        |            |             |      |         |        |